# Ramanandisampradaja
Ramanandisampradaja (trl. rāmānandīsampradāya, ang. Ramanandi Sampradaya) – jedna z tradycji religijnych w hinduizmie. Klasyfikowana jest jako przynależąca do wisznuizmu i nurtu dewocyjnego bhakti. Jako patrona wskazująca na boga Ramę, jako założyciela na mistyka Ramanandę.